# Patrice Servelle
Patrice Servelle, né le 20 juillet 1974, est un bobeur monégasque en tant que pilote. Il est le premier monégasque à monter sur un podium de coupe du monde, lors de l'épreuve de bob à 2 à Calgary, où il prend la seconde place le 5 décembre 2010, son pousseur était Lascelles Brown.